# Ciríaco (Río Grande del Sur)
Ciríaco es un municipio brasileño del estado de Rio Grande do Sul.
Su población estimada para el año 2003 era de 5.015 habitantes.
Ocupa una superficie de 273,9 km².